# Lima (arquitectura)
Se denomina lima al madero que se coloca en el ángulo de la cubierta del edificio para apoyar en él los pares cortos de uno y otro lado. 
Se distinguen los siguientes tipos de lima:
- Lima bordón o bordona. En las antiguas armaduras españolas la pieza de madera que arranca del ángulo de un estribo y empalma la cabeza en la conjunción del par toral y del nudillo o sube hasta el extremo de la hilera.
- Lima hoya. Ángulo de la cubierta cuando es entrante.
- Lima mohamar. Cada una de las limas dobles en cada ángulo de una armadura antigua española que dejan un hueco doble del grueso de madera formado por la calle de las arrocobas y unas veces se rematan, asientan y clavan en las paredes torales y alarozos y antes que pasen el nivel del almirante, mientras otras, además de engarzar en el almirante, se despalman sobre la hilera.
- Lima tesa. Ángulo de la cubierta cuando es saliente.